# Get Up and Fight
Get Up and Fight è un singolo del gruppo musicale britannico Muse, pubblicato il 5 luglio 2019 come quarto estratto dall'ottavo album in studio Simulation Theory.

## Descrizione
Si tratta dell'unico brano del disco ad essere stato prodotto da Shellback (coautore del brano insieme al frontman Matthew Bellamy) e si caratterizza per le sonorità maggiormente pop ispirate ai lavori degli Imagine Dragons. È inoltre presente la cantante svedese Tove Lo, che esegue parti vocali aggiuntive insieme a Bellamy.

## Formazione
Gruppo
- Matthew Bellamy – voce, chitarra, tastiera, sintetizzatore, pianoforte, programmazione
- Chris Wolstenholme – basso, sintetizzatore
- Dominic Howard – batteria, sintetizzatore

Altri musicisti
- Tove Lo – voce aggiuntiva
- Shellback – programmazione, tastiera

Produzione
- Shellback – produzione
- Adam Hawkins – ingegneria del suono
- Michael Ilbert – ingegneria del suono, missaggio
- Chaz Sexton – assistenza tecnica
- Randy Merrill – mastering